# Río Forth
El río Forth (en gaélico escocés: Uisge For o también Abhainn Dhubh, que significa aguas negras) es un corto río costero de la vertiente del mar del Norte del Reino Unido que discurre íntegramente por Escocia. Nace en el lago Ard en el valle de Trossachs, a unos 30 km al oeste de la ciudad de Stirling. Corre en dirección este cruzando la localidad de Aberfoyle. Poco después recibe las aguas de los ríos Duchray y Kelty y entra en la zona pantanosa conocida como Flanders Moss, donde recibe los ríos Teith y Allan antes de atravesar la ciudad de Stirling. En esa ciudad el río se ensancha y empieza a estar afectado por las mareas del cercano mar. Cruza las localidades de Cambus, donde recibe al río Devon, Alloa, Fallin y Airth. Al llegar a la localidad de Kinkardine, el río se ensancha y se abre el fiordo de Forth.
Durante la Edad Media, el río era navegable hasta Stirling, no obstante, en la actualidad, es muy raro el tráfico fluvial más allá de Kinkardine, debido a la colmatación del lecho del río y el aumento del tamaño de las embarcaciones.
Hasta la apertura de modernos puentes en los siglos XIX y XX, el lugar más al este en el que el ancho del río permitía cruzarlo era Stirling, donde ha existido un puente desde el siglo XIII. Sobre dicho puente tuvo lugar la Batalla del Puente de Stirling en 1297 en las que las fuerzas escocesas de Andrew de Moray y William Wallace derrotaron a las tropas inglesas enviadas por Eduardo I de Inglaterra dentro del contexto de las Guerras de independencia de Escocia.